# KV47
Ngôi mộ KV47 nằm trong Thung lũng của các vị Vua ở Ai Cập, được sử dụng cho việc chôn cất vị Pharaon Siptah của Vương triều 19, mặc dù xác ướp của Siptah đã được tìm thấy trong KV35. KV47 được phát hiện vào ngày 18 năm 1905 bởi Edward R. West và Theodore M. Davis, West là nhà tài trợ, được công bố một sẽ khám phá Thung lũng và khai quật trong năm 1908.

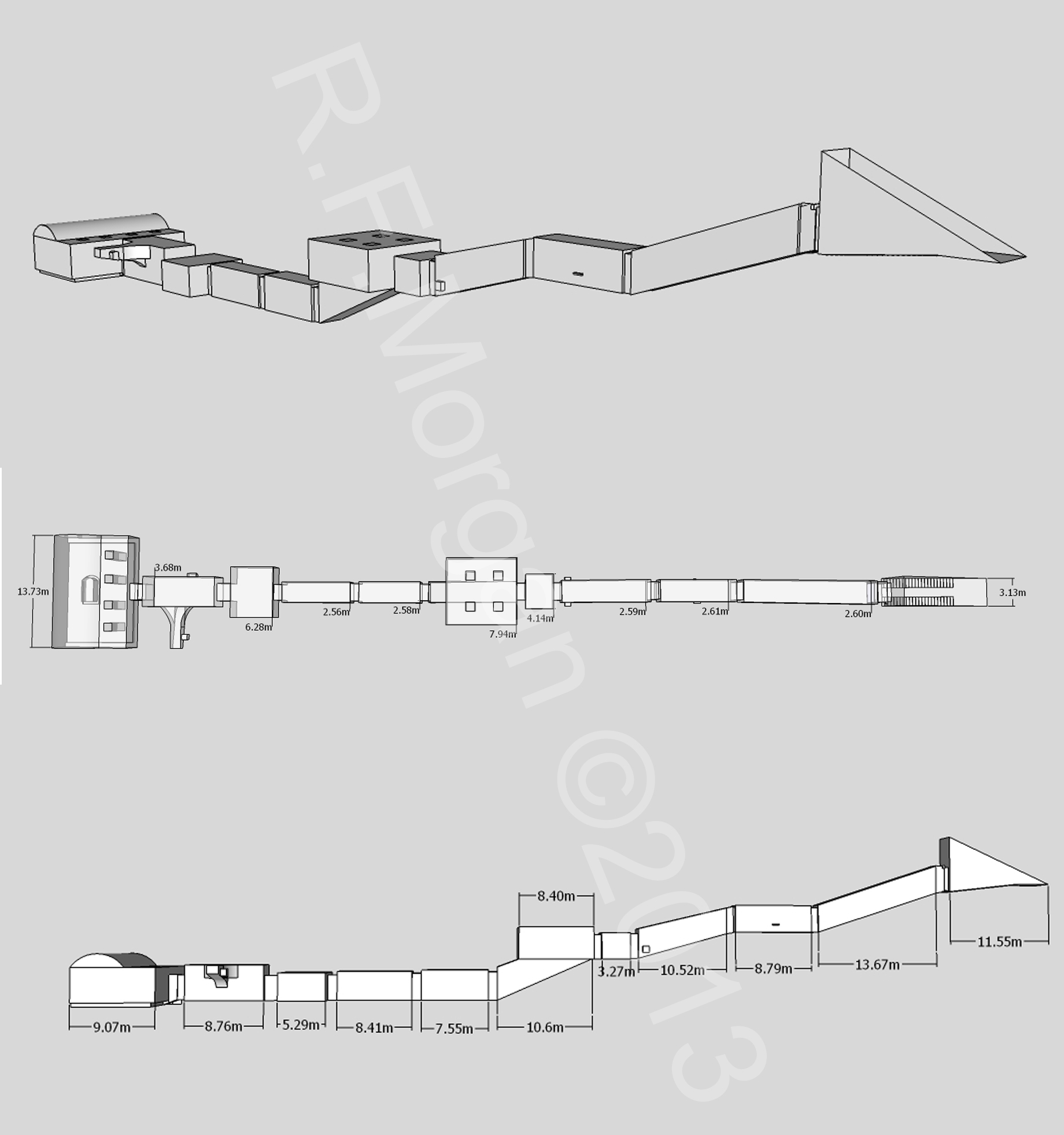
Hình ảnh của KV47 lấy từ một mô hình 3d

West đã dừng lại việc khai quật của mình vào năm 1907 vì lý do an toàn và những nỗi sợ hãi. Harry Burton đã trở lại khai quật trong năm 1912 và ông đã đào sâu hơn.
Việc khoan cắt buồng 1 đã ngừng lại sau khi thợ cắt vào bên trong phòng Ja của ngôi mộ của Tia'a, KV32.
Các công nhân đã bị buộc phải từ bỏ việc xâm nhập vào các buồng và tạo ra một căn phòng thứ hai, phòng chôn cất J2

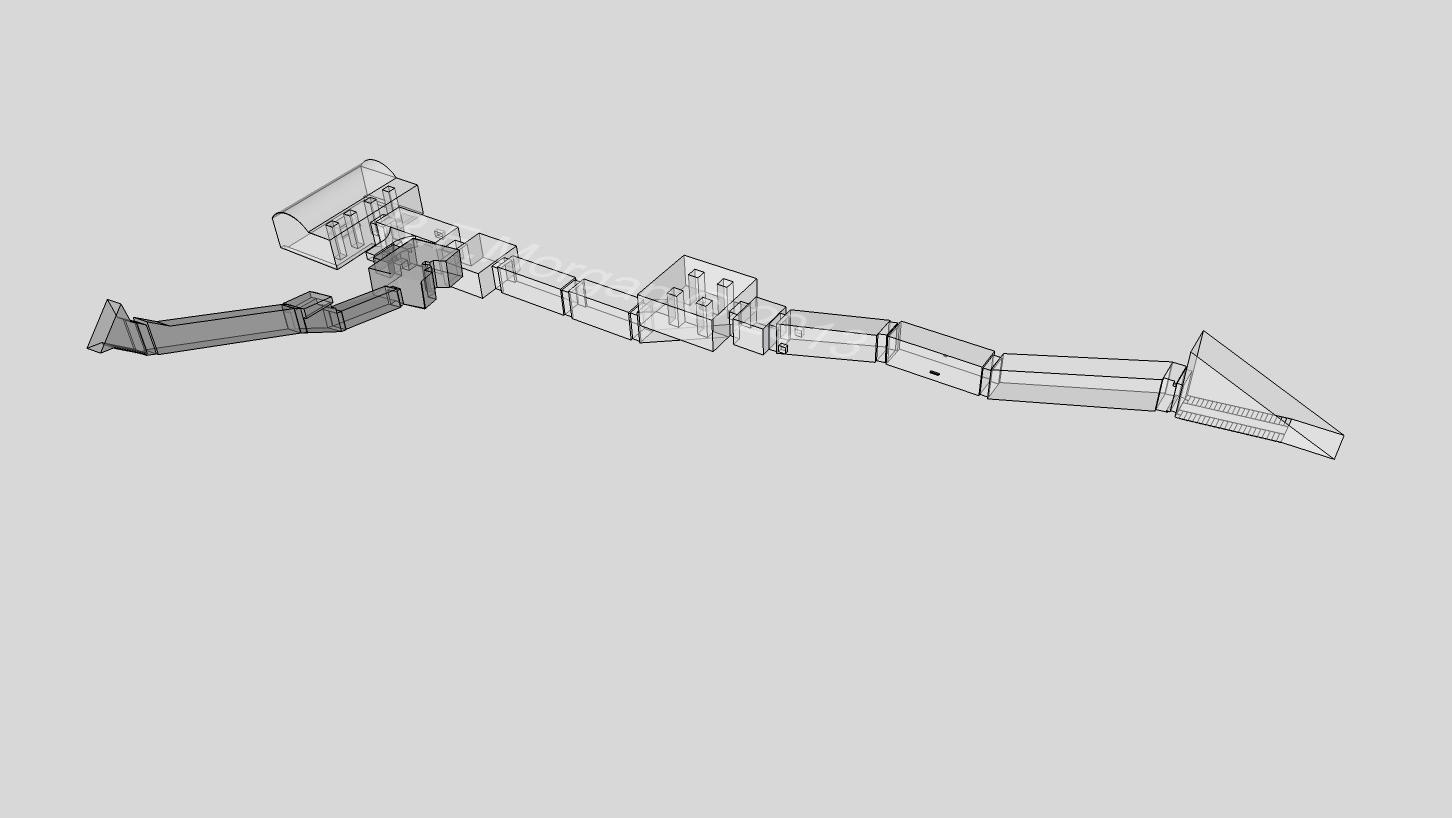
Hình ảnh của những bước xâm nhập vào KV32 từ KV47 lấy từ mô hình 3d

## Ảnh

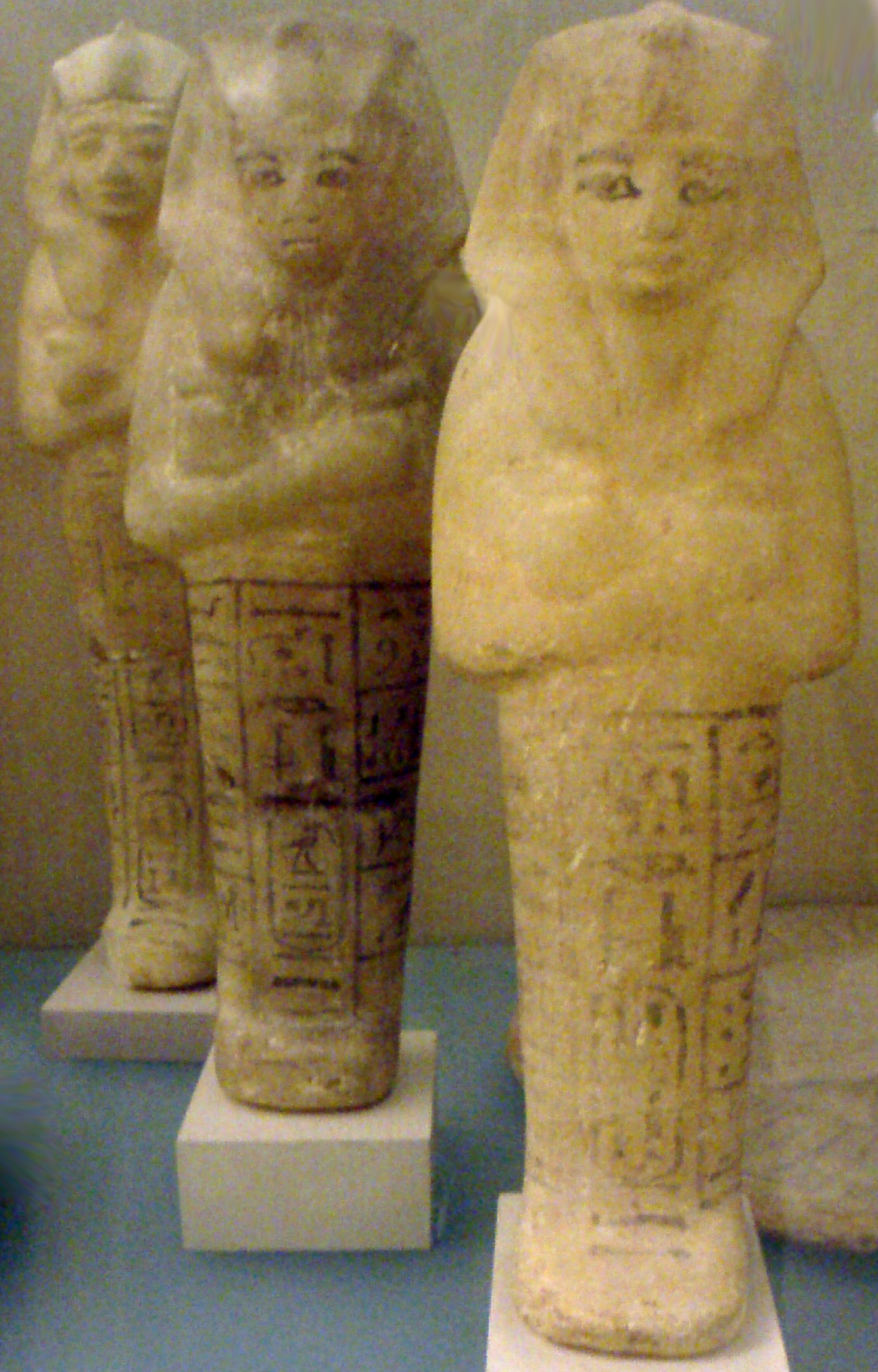
Xác ướp Shabtis từ lăng mộ của Pharaon Siptah, (KV47), hiện đang trưng bày tại Viện bảo tàng Mỹ thuật Metropolitan.